# Cathédrale de l'Immaculée-Conception de Philadelphie
Cette  cathédrale n’est pas la seule cathédrale de l'Immaculée-Conception.
La cathédrale de l'Immaculée-Conception est une cathédrale de l'Église grecque-catholique ukrainienne située à Philadelphie en Pennsylvanie aux États-Unis. Elle est le siège de l'archéparchie de Philadelphie des Ukrainiens.